# 人生遊戯 (Sexy Zoneの曲)
『人生遊戯』（じんせいゆうぎ）は、Sexy Zoneの25枚目のシングル。2023年12月13日にユニバーサルミュージックより発売された。

## 概要
初回限定盤A（CD+DVD）、初回限定盤B（CD+DVD）、通常盤（CDのみ）の3形態で発売。ジャケット写真も楽曲タイトルの「人生遊戯」をコンセプトとしたカラフルでポップなものになっており、通常盤では各メンバーの3パターンの表情を楽しめる仕様となっている。
表題曲は菊池風磨が主演を務める日本テレビ系土曜ドラマ『ゼイチョー〜「払えない」にはワケがある〜』の主題歌で、10月13日から日テレドラマ公式YouTubeにて公開されたドラマの予告映像で本作の音源が初解禁された。昭和初期を思い出すようなアッパーチューン、ファンク歌謡ともいえる楽曲で、言葉にしづらいことをスピード感のある楽曲にのせて歌った、ドラマの登場人物たちやSexy Zoneを鼓舞するような強いメッセージ性のある楽曲になっている。菊池が作詞・担当する少し強気で軽快なRAPパートには、役である饗庭蒼一郎と菊池本人がリンクした歌詞が散りばめられており、〈今のうち〉〈縦横無尽に〉〈一本道〉といったイ音、〈口叩いた〉〈Haters〉〈まだいた？〉といったタ音、〈煩悩〉〈翻弄〉といったウ音など踏韻が細かく行われている。また、11月15日には公式YouTubeでMVが公開され、公開後約1か月で再生回数740万回を記録。2023年に大ヒットしたアニメ『【推しの子】』の作者であり、自身の作品で“完璧なアイドル”を描いてきた横槍メンゴは、「どの角度から見ても、どの瞬間を切り取っても凄まじくアイドル」「本当にプロの仕事だと、ずっと思ってる」と、自身のX（旧Twitter）でこのMV動画を引用したり、録音機能を使ったトークで激賞した。
12月2日放送の日本テレビ系『ベストアーティスト2023』では、Sexy Zoneとして「人生遊戯」を歌唱する饗庭蒼一郎（菊池）を送り出すため、ドラマ出演者である山田杏奈、白洲迅、松田元太（Travis Japan）、鈴木もぐら（空気階段）、猪塚健太、光石研が登場する短編ドラマが放送され、歌へとつながれた。

## 仕様・特典
仕様
- 初回限定盤A・B - 折りポスター型歌詞ブックレット（12面）
- 通常盤 - 初回プレス仕様 ピクチャーレーベル

3形態共通封入特典
- シリアルコード入りプレイリストカード
『SZ10THアプリ』内ミュージックプレイヤー機能で楽曲が聴ける。

3形態同時予約購入特典
- 『Sexy Zone』ロゴカードケース&メンバーソロカード4枚セット
- “選べる”映像視聴用シリアルコード（映像視聴期間：2023年12月12日10:00 - 10月17日23:59）
「人生“遊戯”してるSexy Zoneをお届け！」：2023年にSexy Zoneがライブステージ上で全力遊戯した映像から1コースを選択して視聴できる。
  - 人生コース：「Make You Mine」ライブ映像 from LIVE TOUR 2023 Chapter II@大阪城ホール（アリーナツアーファイナル8月23日公演）
  - 遊戯コース：「スキすぎて」ライブ映像 from LIVE TOUR 2023 Chapter II in Dome@福岡PayPayドーム

ドームツアー会場限定特典
- 『Sexy Zone』ロゴステッカー4種セット

## 収録曲
クレジット出典

### CD

#### 初回限定盤A
1. 人生遊戯 [3:02]
作詞：渡辺拓也、真崎エリカ、徳山優、深川琴美、Komei Kobayashi[7] / RAP詞：菊池風磨[7] / 作曲：渡辺拓也 / 編曲：CHOKKAKU
2. SNOWY BREEZE [3:07]
作詞：CLAUDE S. / 作曲：Taro Takaki、Christofer Erixon、Jacob Watson / 編曲：Taro Takaki、Yu Kawakubo
3. SNOWY BREEZE -inst-

#### 初回限定盤B
1. 人生遊戯
2. Forever Yours [3:53]
作詞：竹縄航太 / 作曲：Andreas Oberg、Maria Marcus、Fredrik Thomander / 編曲：Fredrik Thomander、Andreas Oberg
3. Forever Yours -Inst-

#### 通常盤
1. 人生遊戯
2. Wishing for the better day [3:23]
作詞：Kiyoki、B33G、HAMR / 作曲：Kiyoki、B33G / 編曲：B33G、HAMR
3. 人生遊戯 -Inst-
4. Wishing for the better day -Inst-

### DVD

#### 初回限定盤A
約55分収録。
- 「人生遊戯」Music Video
- Making of「人生遊戯」

#### 初回限定盤B
約33分収録。
- 特別企画「Sexy Zone イントロ曲フリドン！」
SexyZoneの楽曲のイントロクイズに答え、さらに歌い出しまでにうまく曲フリをできるか挑戦する新感覚のゲーム[10]。

## チャート成績
初週19.7万枚を売り上げ、12月25日付オリコン週間シングルランキングで初登場1位にランクイン。2011年発売のデビューシングル「Sexy Zone」から25作連続・通算25作目の首位獲得となった。